# 馮哲
馮哲（生卒年不詳），直隸省順天府豐潤縣人。清朝將領，武探花。
乾隆二年（1737年）丁巳恩科第一甲第三名武進士。授官二等侍衛。後外任湖南永綏協副將。乾隆十六年（1751年），任湖廣宜昌鎮總兵。乾隆十八年（1753年），署雲南普洱鎮總兵。乾隆二十年（1755年）實授。次年，改雲南昭通鎮總兵。乾隆二十四年（1759年），升貴州提督。乾隆二十五年（1760年），曾任武鄉試同考官。乾隆三十年（1765年），官直隸古北口提督

## 外部連結
- 馮哲 （页面存档备份，存于） 中研院史語所